# Samsung Exynos

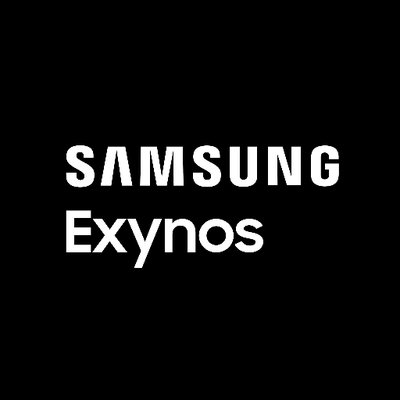
Logo di Samsung Exynos

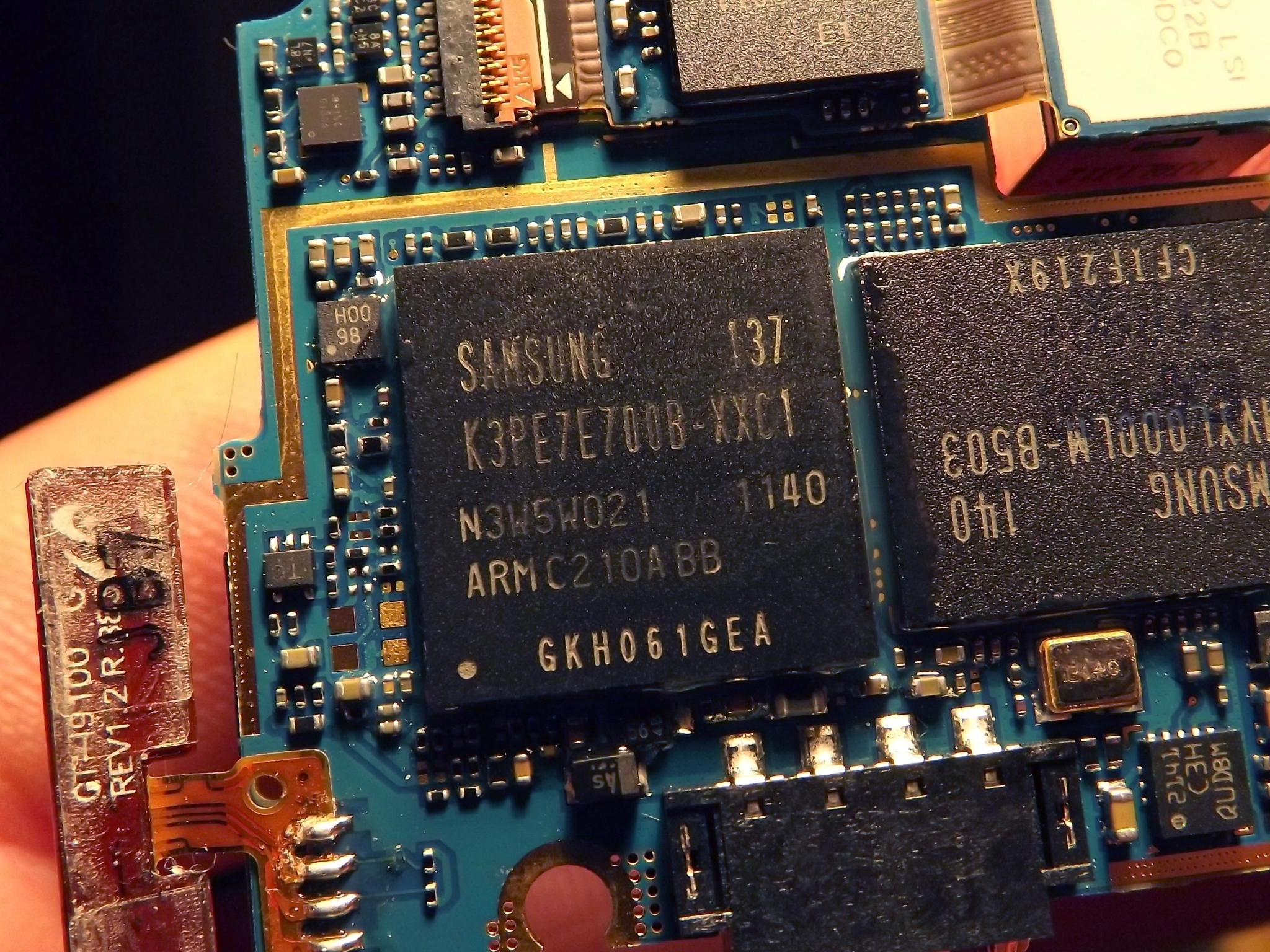
Un esemplare del 4210 dentro il Samsung Galaxy S II

Exynos è una serie di system-on-a-chip (SoC) con architettura ARM sviluppati e prodotti da Samsung.
Samsung ha una lunga storia di progettazione e produzione di SoC che ha prodotto per i suoi stessi dispositivi tanto quanto per altri, ad esempio per Apple. Il primo SoC di Samsung, il S3C44B0, era costruito usando una CPU ARM7 che funzionava con una frequenza di clock di 66 MHz. In seguito furono prodotti diversi SoC, S3C2xxx, che contenevano una CPU ARM9.

## Storia
Nel 2010 Samsung ha commercializzato lo S5PC110 (chiamato successivamente Exynos 3110 ed ora Exynos 3 Single), conosciuto anche come Hummingbird, nel suo smartphone Galaxy S che possiede una CPU sotto licenza ARM Cortex-A8 con una GPU PowerVR SGX540.
Nel 2011 Samsung annuncia il SoC Exynos 4210 nei suoi telefoni mobili Galaxy S II.
Il 29 settembre 2011 Samsung introduce Exynos 4212 (come successore del 4210) con una frequenza di clock più alta e “una performance 3D del 50 per cento più alta rispetto alla precedente generazione di processori". Costruito con un processo 32 nm High-K Metal Gate (HKMG) a basso consumo, promette un “30 per cento di minor consumo rispetto alla precedente generazione”.
Il 30 novembre 2011 Samsung rilascia informazioni sul loro prossimo System on Chip con un dual-core ARM Cortex-A15 CPU, chiamato Exynos 5250 (poi rinominato in Exynos 5 Dual). Questo SoC avrà una interfaccia verso la memoria con 12.8 GB/sec di banda ed avrà il supporto per USB3 e SATA3, decodificherà video a 1080p60 e sarà in grado di mostrare contemporaneamente un video sul display del dispositivo mobile con risoluzione WQXGA (2560x1600) e verso l'uscita HDMI di 1080p.
Il 26 aprile 2012 Samsung rilascia l'Exynos 4 Quad, presente nei successivi dispositivi di fascia alta come il Galaxy S III. Samsung dichiara che il SoC Exynos 4 Quad utilizza 20% in meno di energia rispetto al SoC presente nel Samsung Galaxy S II. È stato anche cambiato il nome di diversi SoC: Exynos 3110 in Exynos 3 Single, Exynos 4210 e 4212 in Exynos 4 Dual 45 nm e Exynos 4 Dual 32 nm e Exynos 5250 in Exynos 5 Dual.3

## Prima del lancio
| Modello | Processo     | ISA   | CPU                                     | GPU                         | RAM          | Lancio | Dispositivi utilizzati |
| ------- | ------------ | ----- | --------------------------------------- | --------------------------- | ------------ | ------ | --- |
| S3C44B0 | 0.25 µm CMOS | ARMv4 | 66 MHz Single-Core ARM7TDMI             | Controller LCD              |              |        | Mattel Juice Box |
| S3C2410 | 0.18 µm CMOS | ARMv4 | 200/266 MHz Single-Core ARM9 (ARM920T)  | Controller LCD              |              | 2003   | HP iPAQ H1930/H1937/H1940/rz1717, HP 49g+/48gII/50g, Everex E500, E-TEN InfoTouch P300, Acer n30/n35/d155, Palm Z22, LG LN600, Typhoon MyGuide 3610 GO |
| S3C2440 | 0.13 µm CMOS | ARMv4 | 300/400 MHz Single-Core ARM9 (ARM920T)  | Controller LCD              |              | 2004   | HP iPAQ rx3115/3415/3417/3715, Everex E900, Airis T470i/920/930, Acer n300/311,Typhoon MyPhone M500,Mio p550/P350/C710 Digi-Walker                     |
| S5L8900 | 90 nm        | ARMv6 | 412 MHz Single-Core ARM11               | IT PowerVR MBX Lite         | eDRAM        | 2007   | Apple iPhone, Apple iPhone 3G, Apple iPod touch 1° gen, Apple iPod touch 2° gen.                                                                       |
| S3C2443 |              | ARMv4 | 400/533 MHz Single-Core ARM9 (ARM920T)  | Controller LCD              | 4KB iSRAM    | 2007   | Asus R300/R600/R700, Mio Digi-Walker (C620T/...), Mio Moov 2xx/3xx, LG LN8xx, JoinTech JPro Mini Laptop JL7220, Navigon 8300/8310                      |
| S3C2450 | 65 nm        | ARMv5 | 400/533 MHz Single-Core ARM9 (ARM926EJ) | Acceleratore grafico 2D     | 64KB SRAM    | 2008   | Mio Moov 500/510/560/S568/580, Getac PS535F, MENQ EasyPC E720/E790, Archos Arnova 10, Hivision PWS0890AW,SMiT MTV-PND530 8GB                           |
| S3C2416 | 65 nm        | ARMv5 | 400 MHz Single-Core ARM9 (ARM926EJ)     | Acceleratore grafico 2D     | 64KB SRAM    | 2009   | iconX G310, HP Prime |
| S3C6410 | 65 nm        | ARMv6 | 533/667/800 MHz Single-core ARM11       | 2D/3D Graphics Acceleration | DDR          | 2009   | Samsung GT-i5510 Galaxy 551, Samsung GT-i5700 Galaxy Spica, Samsung M910 Intercept                                                                     |
| S5PC100 | 65 nm        | ARMv7 | 667/833 MHz Single-core ARM Cortex-A8   | IT PowerVR SGX535           | LPDDR2, DDR2 | 2009   | Apple iPhone 3GS, Apple iPod touch 3G, Samsung i8910 Omnia HD                                                                                          |

## Elenco SoC Exynos
Samsung, anche se combina comunque gli elementi essenziali di un SoC, ha sempre comunque fatto uso delle architetture progettate interamente da ARM per realizzare diversi elementi principali del SoC Exynos, quali:
- Core GPU ARM Mali
- Core CPU ARM Cortex

Su quest'ultimi, a partire dal 2016, solo per i Core dedicate alle alte prestazioni (quindi rimangono ancora esclusi i Core dedicati al basso carico), ha progettato in proprio i Core denominati Moongose, anche se, visti i recenti eventi, sembra stia rivalutando questo sviluppo..
| Modello                | Processo     | ISA       | CPU                                         | CPU                                  | GPU                                                           | RAM                                                     | Lancio  | Dispositivi utilizzanti |
| Modello                | Processo     | ISA       | Core                                        | Cache                                | GPU                                                           | RAM                                                     | Lancio  | Dispositivi utilizzanti |
| ---------------------- | ------------ | --------- | ------------------------------------------- | ------------------------------------ | ------------------------------------------------------------- | ------------------------------------------------------- | ------- | --- |
| Exynos 3 Single (3110) | 45 nm        | ARMv7     | Single-Core 1 × 1,00 GHz (ARM Cortex-A8)    |                                      | PowerVR SGX540 200 MHz                                        | LPDDR2                                                  | 2010    | Samsung Galaxy S Samsung GT-S8500 Wave, Nexus S, Meizu M9, Samsung Galaxy Tab, Samsung Droid Charge, Exhibit 4G, Samsung Infuse                                                                                                 |
| Exynos 3 Quad (3470)   | 28 nm        | ARMv7     | Quad-Core 4 × 1,40 GHz (ARM Cortex-A7)      |                                      | ARM Mali-400 MP4 (Quad-Core) 533 Mhz                          | LPDDR3                                                  |         | Samsung Galaxy Light Samsung Galaxy Win |
| Exynos 4 Dual (4210)   | 45 nm        | ARMv7     | Dual-Core 2 × 1,00 GHz (ARM Cortex-A9)      |                                      | ARM Mali-400 MP4 (Quad-Core) 533 Mhz                          | LPDDR2                                                  | 2011    | Samsung Galaxy S II Samsung Galaxy Note Samsung Galaxy Tab 7.0 Plus, Hardkernel ODROID-A, Meizu MX, Cotton Candy by FXI Tech |
| Exynos 4 Dual (4212)   | 32 nm        | ARMv7     | Dual-Core 2 × 1,5 GHz (ARM Cortex-A9)       |                                      | ARM Mali-400 MP4 (Quad-Core) 533 Mhz                          | LPDDR2                                                  | 2011    | Samsung Galaxy Tab 3 Samsung Galaxy S4 Zoom |
| Exynos 4 Quad (4412)   | 32 nm (HKMG) | ARMv7     | Quad-Core 4 × 1,40/1,60 GHz (ARM Cortex-A9) |                                      | ARM Mali-400 MP4 (Quad-Core) 533 Mhz                          | LPDDR2                                                  | 2012    | Samsung Galaxy S III Samsung Galaxy Note II Samsung Galaxy Note 10.1 Meizu MX 4-core |
| Exynos 4 Quad (4415)   | 32 nm (HKMG) | ARMv7     | Quad-Core 4 × 1,40 GHz (ARM Cortex-A9)      |                                      | ARM Mali-400 MP4 (Quad-Core) 533 Mhz                          | LPDDR3                                                  | Q2 2014 | Samsung Galaxy Mega 2 |
| Exynos 5 Dual (5250)   | 32 nm (HKMG) | ARMv7     | Dual-Core 2 × 1,70 GHz (ARM Cortex-A15)     |                                      | ARM Mali-400 MP4 (Quad-Core) 533 Mhz                          | LPDDR3                                                  | Q2 2012 | Samsung Nexus 10 HP Chromebook 11 |
| Exynos 5 Octa (5410)   | 28 nm (HKMG) | ARMv7     | 4 × 1,60 GHz (ARM Cortex-A15)               |                                      | PowerVR SGX544MP3 (Tri-Core) 480 MHz / 533 MHz (51.1 GFLOPS)  | 32-bit dual-channel 933 MHz LPDDR3e (14.9 GB/sec)       | Q2 2013 | Samsung Galaxy S4 Hardkernel ODROID-XU, Meizu MX3, ZTE Grand S II TD, iBerry CoreX8 3G |
| Exynos 5 Octa (5410)   | 28 nm (HKMG) | ARMv7     | 4 × 1,20 GHz (ARM Cortex-A7)                |                                      | PowerVR SGX544MP3 (Tri-Core) 480 MHz / 533 MHz (51.1 GFLOPS)  | 32-bit dual-channel 933 MHz LPDDR3e (14.9 GB/sec)       | Q2 2013 | Samsung Galaxy S4 Hardkernel ODROID-XU, Meizu MX3, ZTE Grand S II TD, iBerry CoreX8 3G |
| Exynos 5 Octa (5420)   | 28 nm (HKMG) | ARMv7     | 4 × 1,80 GHz (ARM Cortex-A15)               |                                      | ARM Mali-T628 MP6 533 MHz (109 GFLOPS)                        | 32-bit dual-channel 933 MHz LPDDR3/DDR3 (14.9 GB/sec)   | 2013    | Samsung Chromebook 2 11.6", Samsung Galaxy Note 3, Samsung Galaxy Note 10.1 (2014), Samsung Galaxy Note Pro 12.2, Samsung Galaxy Tab Pro (12.2 & 10.1), Samsung Galaxy Tab S 8.4, Samsung Galaxy Tab S 10.5, Arndale Octa Board |
| Exynos 5 Octa (5420)   | 28 nm (HKMG) | ARMv7     | 4 × 1,30 GHz (ARM Cortex-A7)                |                                      | ARM Mali-T628 MP6 533 MHz (109 GFLOPS)                        | 32-bit dual-channel 933 MHz LPDDR3/DDR3 (14.9 GB/sec)   | 2013    | Samsung Chromebook 2 11.6", Samsung Galaxy Note 3, Samsung Galaxy Note 10.1 (2014), Samsung Galaxy Note Pro 12.2, Samsung Galaxy Tab Pro (12.2 & 10.1), Samsung Galaxy Tab S 8.4, Samsung Galaxy Tab S 10.5, Arndale Octa Board |
| Exynos 5 Octa (5422)   | 28 nm (HKMG) | ARMv7     | 4 × 2,10 GHz (ARM Cortex-A15)               |                                      | ARM Mali-T628 MP6 533 MHz (109 GFLOPS)                        | 32-bit dual-channel 933 MHz LPDDR3/DDR3 (14.9 GB/sec)   | Q2 2014 | Samsung Galaxy S5 |
| Exynos 5 Octa (5422)   | 28 nm (HKMG) | ARMv7     | 4 × 1,40 GHz (ARM Cortex-A7)                |                                      | ARM Mali-T628 MP6 533 MHz (109 GFLOPS)                        | 32-bit dual-channel 933 MHz LPDDR3/DDR3 (14.9 GB/sec)   | Q2 2014 | Samsung Galaxy S5 |
| Exynos 5 Hexa (5260)   | 28 nm (HKMG) | ARMv7     | 4 × 1,50 GHz (ARM Cortex-A15)               |                                      | ARM Mali-T624 600 Mhz                                         | 32-bit dual-channel 800 MHz LPDDR3 (12.8 GB/sec)        | Q2 2014 | Samsung Galaxy Note 3 Neo Samsung Galaxy K Zoom Ramos S97 |
| Exynos 5 Hexa (5260)   | 28 nm (HKMG) | ARMv7     | 4 × 1,30 GHz (ARM Cortex-A7)                |                                      | ARM Mali-T624 600 Mhz                                         | 32-bit dual-channel 800 MHz LPDDR3 (12.8 GB/sec)        | Q2 2014 | Samsung Galaxy Note 3 Neo Samsung Galaxy K Zoom Ramos S97 |
| Exynos 5 Octa (5800)   | 28 nm (HKMG) | ARMv7     | 4 × 2,00 GHz (ARM Cortex-A15)               |                                      | ARM Mali-T628 MP6 533 Mhz                                     | 32-bit dual-channel 933 MHz LPDDR3/DDR3 (14.9 GB/sec)   | Q2 2014 | Samsung Chromebook 2 13,3" |
| Exynos 5 Octa (5800)   | 28 nm (HKMG) | ARMv7     | 4 × 1,30 GHz (ARM Cortex-A7)                |                                      | ARM Mali-T628 MP6 533 Mhz                                     | 32-bit dual-channel 933 MHz LPDDR3/DDR3 (14.9 GB/sec)   | Q2 2014 | Samsung Chromebook 2 13,3" |
| Exynos 5 Octa (5430)   | 20 nm (HKMG) | ARMv7     | 4 × 2,00 GHz (ARM Cortex-A15)               |                                      | ARM Mali-T628 MP6 600 Mhz (122 GFLOPS)                        | 32-bit dual-channel 1066 MHz LPDDR3e/DDR3 (17.0 GB/sec) | Q3 2014 | Samsung Galaxy Alpha (SM-G850F) Meizu MX4 Pro |
| Exynos 5 Octa (5430)   | 20 nm (HKMG) | ARMv7     | 4 × 1,40 GHz (ARM Cortex-A7)                |                                      | ARM Mali-T628 MP6 600 Mhz (122 GFLOPS)                        | 32-bit dual-channel 1066 MHz LPDDR3e/DDR3 (17.0 GB/sec) | Q3 2014 | Samsung Galaxy Alpha (SM-G850F) Meizu MX4 Pro |
| Exynos 7 Octa (5433)   | 20 nm (HKMG) | ARMv8-A   | 4 × 1,90 GHz (ARM Cortex-A57)               |                                      | ARM Mali-T760 MP6 700 MHz (206 GFLOPS in configurazione FP16) | 32-bit dual-channel 825 MHz LPDDR3 (13.2 GB/sec)        | Q4 2014 | Samsung Galaxy Note 4 Samsung Galaxy Note Edge Samsung Galaxy Tab S2 |
| Exynos 7 Octa (5433)   | 20 nm (HKMG) | ARMv8-A   | 4 × 1,30 GHz (ARM Cortex-A53)               |                                      | ARM Mali-T760 MP6 700 MHz (206 GFLOPS in configurazione FP16) | 32-bit dual-channel 825 MHz LPDDR3 (13.2 GB/sec)        | Q4 2014 | Samsung Galaxy Note 4 Samsung Galaxy Note Edge Samsung Galaxy Tab S2 |
| Exynos 7 Octa (7420)   | 14 nm (LPE)  | ARMv8-A   | 4 × 2,1 GHz (ARM Cortex-A57)                |                                      | ARM Mali-T760 MP8 772 MHz (302 GFLOPS)                        | 32-bit dual-channel 1552 MHz LPDDR4 (24.88 GB/s)        | Q2 2015 | Samsung Galaxy S6 Samsung Galaxy S6 Edge Samsung Galaxy S6 Edge Plus Samsung Galaxy Note 5, Meizu Pro 5 |
| Exynos 7 Octa (7420)   | 14 nm (LPE)  | ARMv8-A   | 4 × 1,50 GHz (ARM Cortex-A53)               |                                      | ARM Mali-T760 MP8 772 MHz (302 GFLOPS)                        | 32-bit dual-channel 1552 MHz LPDDR4 (24.88 GB/s)        | Q2 2015 | Samsung Galaxy S6 Samsung Galaxy S6 Edge Samsung Galaxy S6 Edge Plus Samsung Galaxy Note 5, Meizu Pro 5 |
| Exynos 8 Octa (8890)   | 14 nm (LPE)  | ARMv8-A   | 4 × 2,30 GHz (Mongoose M1)                  |                                      | ARM Mali-T880 MP8 650 MHz (265 GFLOPS)                        | 32-bit dual-channel 1794 MHz LPDDR4 (28.7 GB/s)         | Q2 2016 | Samsung Galaxy S7 Samsung Galaxy S7 Edge Samsung Galaxy Note 7 |
| Exynos 8 Octa (8890)   | 14 nm (LPE)  | ARMv8-A   | 4 × 1,60 GHz (ARM Cortex-A53)               |                                      | ARM Mali-T880 MP8 650 MHz (265 GFLOPS)                        | 32-bit dual-channel 1794 MHz LPDDR4 (28.7 GB/s)         | Q2 2016 | Samsung Galaxy S7 Samsung Galaxy S7 Edge Samsung Galaxy Note 7 |
| Exynos 8895            | 10 nm (LPE)  | ARMv8-A   | 4 × 2,30 GHz (Mongoose M2)                  |                                      | ARM Mali-G71 MP20 546 MHz (375 GFLOPS)                        | 32-bit dual-channel 1794 MHz LPDDR4x (28.7 GB/s)        | Q2 2017 | Samsung Galaxy S8 Samsung Galaxy S8+ Samsung Galaxy Note 8 Meizu 15 Plus |
| Exynos 8895            | 10 nm (LPE)  | ARMv8-A   | 4 × 1,70 GHz (ARM Cortex-A53)               |                                      | ARM Mali-G71 MP20 546 MHz (375 GFLOPS)                        | 32-bit dual-channel 1794 MHz LPDDR4x (28.7 GB/s)        | Q2 2017 | Samsung Galaxy S8 Samsung Galaxy S8+ Samsung Galaxy Note 8 Meizu 15 Plus |
| Exynos 9810            | 10 nm (LPP)  | ARMv8.2-A | 2 × 2,90 GHz (Mongoose M3)                  |                                      | ARM Mali-G72 MP18 572 MHz (370 GFLOPS)                        | 64-bit quad-channel 1794 MHz LPDDR4x (28.7 GB/s)        | Q1 2018 | Samsung Galaxy S9 Samsung Galaxy S9+ Samsung Galaxy Note 9 Lite Samsung Galaxy Note 9 |
| Exynos 9810            | 10 nm (LPP)  | ARMv8.2-A | 4 × 1,90 GHz (ARM Cortex-A55)               |                                      | ARM Mali-G72 MP18 572 MHz (370 GFLOPS)                        | 64-bit quad-channel 1794 MHz LPDDR4x (28.7 GB/s)        | Q1 2018 | Samsung Galaxy S9 Samsung Galaxy S9+ Samsung Galaxy Note 9 Lite Samsung Galaxy Note 9 |
| Exynos 9820            | 8 nm (LPP)   | ARMv8.2-A | 2 × 2,73 GHz (Mongoose M4)                  | L1: 64+64 KB L2: 1 MB L3: 3 MB       | ARM Mali-G76 MP12 702 MHz (607 GFLOPS)                        | 64-bit quad-channel 1794 MHz LPDDR4x (28.7 GB/s)        | Q1 2019 | Samsung Galaxy S10e Samsung Galaxy S10 Samsung Galaxy S10+ |
| Exynos 9820            | 8 nm (LPP)   | ARMv8.2-A | 2 × 2,31 GHz (ARM Cortex-A75)               | L1: 64+64 KB L2: 1 MB L3: 3 MB       | ARM Mali-G76 MP12 702 MHz (607 GFLOPS)                        | 64-bit quad-channel 1794 MHz LPDDR4x (28.7 GB/s)        | Q1 2019 | Samsung Galaxy S10e Samsung Galaxy S10 Samsung Galaxy S10+ |
| Exynos 9820            | 8 nm (LPP)   | ARMv8.2-A | 4 × 1,95 GHz (ARM Cortex-A55)               | L1: 64+64 KB L2: 1 MB L3: 3 MB       | ARM Mali-G76 MP12 702 MHz (607 GFLOPS)                        | 64-bit quad-channel 1794 MHz LPDDR4x (28.7 GB/s)        | Q1 2019 | Samsung Galaxy S10e Samsung Galaxy S10 Samsung Galaxy S10+ |
| Exynos 9825            | 7 nm (EUV)   | ARMv8.2-A | 2 × 2,73 GHz (Mongoose M4)                  | L1: 2 × (64+32 KB) L2: 1 MB L3: 2 MB | ARM Mali-G76 MP12 702 MHz (607 GFLOPS)                        | 64-bit quad-channel 1794 MHz LPDDR4x (28.7 GB/s)        | Q3 2019 | Samsung Galaxy Note 10 Samsung Galaxy Note 10+ |
| Exynos 9825            | 7 nm (EUV)   | ARMv8.2-A | 2 × 2,31 GHz (ARM Cortex-A75)               | L1: 6 × (64+64 KB) L2: 512 KB L3: ✘  | ARM Mali-G76 MP12 702 MHz (607 GFLOPS)                        | 64-bit quad-channel 1794 MHz LPDDR4x (28.7 GB/s)        | Q3 2019 | Samsung Galaxy Note 10 Samsung Galaxy Note 10+ |
| Exynos 9825            | 7 nm (EUV)   | ARMv8.2-A | 4 × 1,95 GHz (ARM Cortex-A55)               | L1: 6 × (64+64 KB) L2: 512 KB L3: ✘  | ARM Mali-G76 MP12 702 MHz (607 GFLOPS)                        | 64-bit quad-channel 1794 MHz LPDDR4x (28.7 GB/s)        | Q3 2019 | Samsung Galaxy Note 10 Samsung Galaxy Note 10+ |
| Exynos 980             | 8 nm (LPP)   | ARMv8.2-A | 2 × 2,20 GHz (ARM Cortex-A77)               |                                      | ARM Mali-G76 MP5                                              | 64-bit quad-channel 1794 MHz LPDDR4x (28.7 GB/s)        | Q4 2019 | Samsung Galaxy A71 (5G) Samsung Galaxy A51 (5G) Vivo S6 (5G) Vivo X30 Pro |
| Exynos 980             | 8 nm (LPP)   | ARMv8.2-A | 6 × 1,80 GHz (ARM Cortex-A55)               |                                      | ARM Mali-G76 MP5                                              | 64-bit quad-channel 1794 MHz LPDDR4x (28.7 GB/s)        | Q4 2019 | Samsung Galaxy A71 (5G) Samsung Galaxy A51 (5G) Vivo S6 (5G) Vivo X30 Pro |
| Exynos 990             | 7 nm (EUV)   | ARMv8.2-A | 2 × 2,73 GHz (Mongoose M5)                  | L1: 2 × (64+32 KB) L2: 1 MB L3: 2 MB | ARM Mali-G77 MP11                                             | LPDDR5                                                  | Q1 2020 | Samsung Galaxy S20 Samsung Galaxy S20+ Samsung Galaxy S20 Ultra Samsung Galaxy Note 20 |
| Exynos 990             | 7 nm (EUV)   | ARMv8.2-A | 2 × 2,50 GHz (ARM Cortex-76)                | L1: 6 × (64+64 KB) L2: 512 KB L3: ✘  | ARM Mali-G77 MP11                                             | LPDDR5                                                  | Q1 2020 | Samsung Galaxy S20 Samsung Galaxy S20+ Samsung Galaxy S20 Ultra Samsung Galaxy Note 20 |
| Exynos 990             | 7 nm (EUV)   | ARMv8.2-A | 4 × 2,00 GHz (ARM Cortex-A55)               | L1: 6 × (64+64 KB) L2: 512 KB L3: ✘  | ARM Mali-G77 MP11                                             | LPDDR5                                                  | Q1 2020 | Samsung Galaxy S20 Samsung Galaxy S20+ Samsung Galaxy S20 Ultra Samsung Galaxy Note 20 |
| Exynos 2100            | 5 nm (EUV)   | ARMv8.2-A | 1 × 2,90 GHz (ARM Cortex-X1)                |                                      | ARM Mali-G78 MP14                                             | LPDDR5                                                  | Q1 2021 | Samsung Galaxy S21 Samsung Galaxy S21+ Samsung Galaxy S21 Ultra |
| Exynos 2100            | 5 nm (EUV)   | ARMv8.2-A | 3 × 2,80 GHz (ARM Cortex-78)                |                                      | ARM Mali-G78 MP14                                             | LPDDR5                                                  | Q1 2021 | Samsung Galaxy S21 Samsung Galaxy S21+ Samsung Galaxy S21 Ultra |
| Exynos 2100            | 5 nm (EUV)   | ARMv8.2-A | 4 × 2,20 GHz (ARM Cortex-A55)               |                                      | ARM Mali-G78 MP14                                             | LPDDR5                                                  | Q1 2021 | Samsung Galaxy S21 Samsung Galaxy S21+ Samsung Galaxy S21 Ultra |
| Exynos 2200            | 4 nm (EUV)   | ARMv9     | 1 x 2,80 GHz (ARM Cortex-X2)                |                                      | Samsung Xclipse 920                                           | LPDDR5                                                  | Q1 2022 | Samsung Galaxy S22 Samsung Galaxy S22+ Samsung Galaxy S22 Ultra |
| Exynos 2200            | 4 nm (EUV)   | ARMv9     | 3 x 2,52 GHz (ARM Cortex-A710)              |                                      | Samsung Xclipse 920                                           | LPDDR5                                                  | Q1 2022 | Samsung Galaxy S22 Samsung Galaxy S22+ Samsung Galaxy S22 Ultra |
| Exynos 2200            | 4 nm (EUV)   | ARMv9     | 4 x 1,82 GHz (ARM Cortex-A510)              |                                      | Samsung Xclipse 920                                           | LPDDR5                                                  | Q1 2022 | Samsung Galaxy S22 Samsung Galaxy S22+ Samsung Galaxy S22 Ultra |
| Modello                | Processo     | ISA       | Core                                        | Cache                                | GPU                                                           | RAM                                                     | Lancio  | Dispositivi utilizzanti |
| Modello                | Processo     | ISA       | CPU                                         |                                      | GPU                                                           | RAM                                                     | Lancio  | Dispositivi utilizzanti |

## Piattaforme simili
- A-Serie di Allwinner
- Apple Silicon di Apple
- Atom di Intel
- i.MX di Freescale
- Kirin di Huawei (HiSilicon)
- MT di MediaTek
- NovaThor di ST-Ericsson
- OMAP di Texas Instruments
- RK di Rockchip
- Snapdragon di Qualcomm
- Tegra di Nvidia